# Attiska sjöförbundet

Attiska sjöförbundet strax före utbrottet av peloponnesiska kriget 431 f.Kr.

Attiska sjöförbundet (eller Deliska förbundet) är en benämning på två försvarsförbund mellan Antikens Aten och stater i och kring Egeiska havet. Det bildades på 400-talet f.Kr. som en följd av perserkrigen och var ett förbund av grekiska stadsstater under Atens ledning för att genom en gemensam försvarspolitik – främst genom en gemensam flotta – kunna stå emot det persiska riket. Stater som inte kunde tillgodose sina egna stridsfartyg fick betala en avgift till Aten. Dessa avgifter utgjorde ett stort tillskott i Atens ekonomi och ledde till högkonjunktur och en blomstringstid för staden. 
De gemensamma medlen nedlades i Apollontemplet på Delos, den joniska stammens gemensamma helgedom, och till deras förvaltning valde atenarna en för detta ändamål skapad myndighet, hellenotamierna (hellenernas skattmästare). På Delos sammanträdde också de anslutna staternas ombud för att överlägga om gemensamma angelägenheter. Bestämmandet av det belopp som varje stat i förbundet skulle bidra med överlämnades åt Aristides. Summan bestämdes till 460 attiska talenter.
Med få undantag valde alla de grekiska stater som befriats från persisk överhöghet att ansluta sig till förbundet, det vill säga nästan alla Egeiska havets öar och de grekiska städerna vid de thrakiska och asiatiska kusterna. Med Aten inkluderat omfattade förbundet ett område på ungefär 30 000 kvadratkilometer, med en befolkning på minst två miljoner människor. Ingen annan grekisk stat hade en så stor yta. Det peloponnesiska förbundet under Spartas ledning omfattade endast omkring 20 000 kvadratkilometer med högst en miljon invånare. Aten, som förfogade över det nya förbundets krafter, blev i ett slag en stormakt.
Det peloponnesiska kriget utspelades mellan detta sjöförbund och det peloponnesiska förbundet lett av Sparta.